# Matata
Matata är en kenyansk genge-musikgrupp bildad i Oslo, Norge, ursprungligen bestående av Freddy Milanya, Richie Mathu, Marcus Ojiambo, Festus Mwenda och Ken Kimathi. De grundades 2016 och släppte sin första singel 2019. De sjunger på bland annat sheng och kikuyu.
År 2020 nominerades gruppen till bästa alternativa grupp vid MTV Africa Music Awards(en), och vid Pulse Music Video Awards samma år vann de två priser, för bästa gruppvideo och bästa koreografi. År 2022 gav de ut debutalbumet Super Morio.
Det Oslobaserade videoproduktionsbolaget Vjus har gjort musikvideor till flera av Matatas låtar och dokumenterat processen på Youtube.
I januari 2025 tycks Ken Kimathi ha lämnat gruppen.